# 韓嚴
韓嚴（?—?），或称韩山坚，山坚为字，战国时期韩国大臣。
公元前374年（周烈王二年、魏武侯二十二年、韩哀侯三年），韩严弑杀国君韩哀侯。国中贵族立哀侯之子若山，是为韩懿侯。梁玉绳《史记志疑》认为韩山坚曾经自立为君，一年而卒。《资治通鉴》把韩严杀韩哀侯和严遂杀侠累混淆，将韩严杀韩哀侯和严遂杀韩廆（侠累）都记录在周烈王五年（前371年），而把严仲子（严遂）指使聂政杀侠累记录在周安王五年（前397年）。